# Новомиколаївка (Покровський район)
Новомикола́ївка — село Удачненської селищної громади Покровського району Донецької області, в Україні. У селі мешкає 231 людей.

## Загальні відомості
Відстань до райцентру становить близько 25 км і проходить автошляхом місцевого значення.
Землі села межують із територією с. Новопідгородне Межівського району Дніпропетровської області.

## Населення
За даними перепису 2001 року населення села становило 231 осіб, із них 91,77 % зазначили рідною мову українську та 8,23 % — російську.